# 라이너 바르첼
라이너 칸디두스 바르첼(독일어: Rainer Candidus Barzel, 1924년 6월 20일 ~ 2006년 8월 26일)은 독일 기독교민주연합 의장과 독일 연방의회 의장을 지낸 정치인이었다. 당 의장을 맡는 동안 있었던 1972년 총선에서 참패하면서 자리에서 물러났으며, 이후 연방의장에 오르지만 정치자금 스캔들로 1년 만에 물러났다.

## 인물
동프로이센 브라운스베르크 (오늘날 폴란드 바르미아마주리주 브라니예보)에서 태어난 바르첼은 독일 기독교민주연합의 의장 (1971년 ~ 1973년)을 지냈고, 1972년 총선에서 독일연방공화국 총리를 위한 독일 기독교민주연합 후보로 출마하여 빌리 브란트의 독일 사회민주당에게 패하였다.
바르첼은 콘라트 아데나워 아래 전독관계연방부 장관 (1962년 ~ 1963년), 독일 기독교민주연합/바이에른 기독교사회연합의 의회 지도자 (1964년 ~ 1973년), 헬무트 콜 내각에서 양독관계연방부 장관 (1982년 ~ 1983년), 그리고 독일 연방의회의 의장 (1983년 ~ 1984년)을 지냈다.
1972년 총선은 바르첼이 맹렬하게 반대한 동독과 소련과 관계 정상화를 청한 브란트 총리의 동방 정책에 간접 국민 투표로서 일반적으로 여겨졌다.  1972년 4월 27일 바르첼과 독일 기독교민주연합/바이에른 기독교사회연합은 브란트 정부에 대항하는 자신감 없는 건설적 불신임 투표를 소집하였다.  동의가 이루어진 바르첼은 총리로서 브란트를 계승하려고 하였다.  디 투표의 관련은 광범위하였다.  브란트의 시초적 반응은 자신의 동방 정책과 더불어 자신이 끝났다는 것이었다.  몇몇의 독일 노동 조합들은 자신감 없는 움직임에 그의 패배의 예상에 파업에 들어갔다.  하지만 최종 계정은 247개의 투표를 받았으며 249개는 총리직으로부터 브란트를 쫓아내는 데 필요하였다.  설득력있는 증거는 2명의 의원 율리우스 슈타이너 (독일 기독교민주연합)와 레오 바그너 (바이에른 기독교사회연합)가 동독의 국가보안부에 의하여 뇌물을 받았다는 것이 이후에 등장하였다.  하지만 주장된 동독의 연루의 상세한 설명들은 흐릿하게 남아있으며, 전체의 주석자들이 문제들이 다르게 밝혀진 자신감 없는 투표의 엄청나게 좁은 실패에 동독의 뇌물들이 가장 결정적인 사실이었다는 것에 설득되지 않았으며 바르첼이 1972년 서독의 다음 총리가 되는 데 성공적인 입찰을 시작할 수 있었다.
효과적 의회의 다수에 패하고, 의회의 작업이 멈추어진 사실의 숙고에서 정부는 결정적으로 이긴 새로운 선거들을 소집하면서 반응하였다.  1972년은 독일 사회민주당이 독일 기독교민주연합을 능가했던 1998년 이전과 제2차 세계 대전 이후의 단 하나의 시간이었으며 아직도 투표 공유로서 독일 사회민주당의 고수위점을 대표한다.  그해의 선거는 여태까지 가장 높은 투표율을 가졌다.
독일 연방의회의 독일 기독교민주연합 단체 안에서 의회의 외부에서 변호사로 일한 것으로부터 실질적인 외부 소득에 관하여 그가 거짓말을 한 것이 분명해졌을 때 바르첼의 진실성이 고통을 겪었다.
그것은 불신임 활동 혹은 패한 의회 선거 아무것도 아니었으며 1973년 5월 8일 결국적으로 바르첼을 독일 기독교민주연합 의장과 독일 기독교민주연합/바이에른 기독교사회연합의 리더십 둘다로부터 사임하도록 촉구하였다.  그것은 유엔으로 동서독의 도달을 위한 정부 법안을 성원하는 데 의회 단체에 의한 거부였다.
1982년 바르첼은 정치 과학자 헬가 헨셀더-바르첼과 결혼하였다.
플릭 회사의 조사 위원회, 그리고 2년 후 검찰 당국에 의하여 거부된 청구 플릭 사건에 자신이 얽힌 혐의에 고발된 후, 1984년 그는 정계로부터 사임하였다.
장기적 지병 후, 2006년 8월 26일 82세의 나이에 뮌헨에서 사망하였다.

## 참고 문헌
- Michael F. Feldkamp (ed.), Der Bundestagspräsident. Amt - Funktion - Person. 16. Wahlperiode, München 2007, ISBN 978-3-7892-8201-0